# Prinsenhof (Groningen)

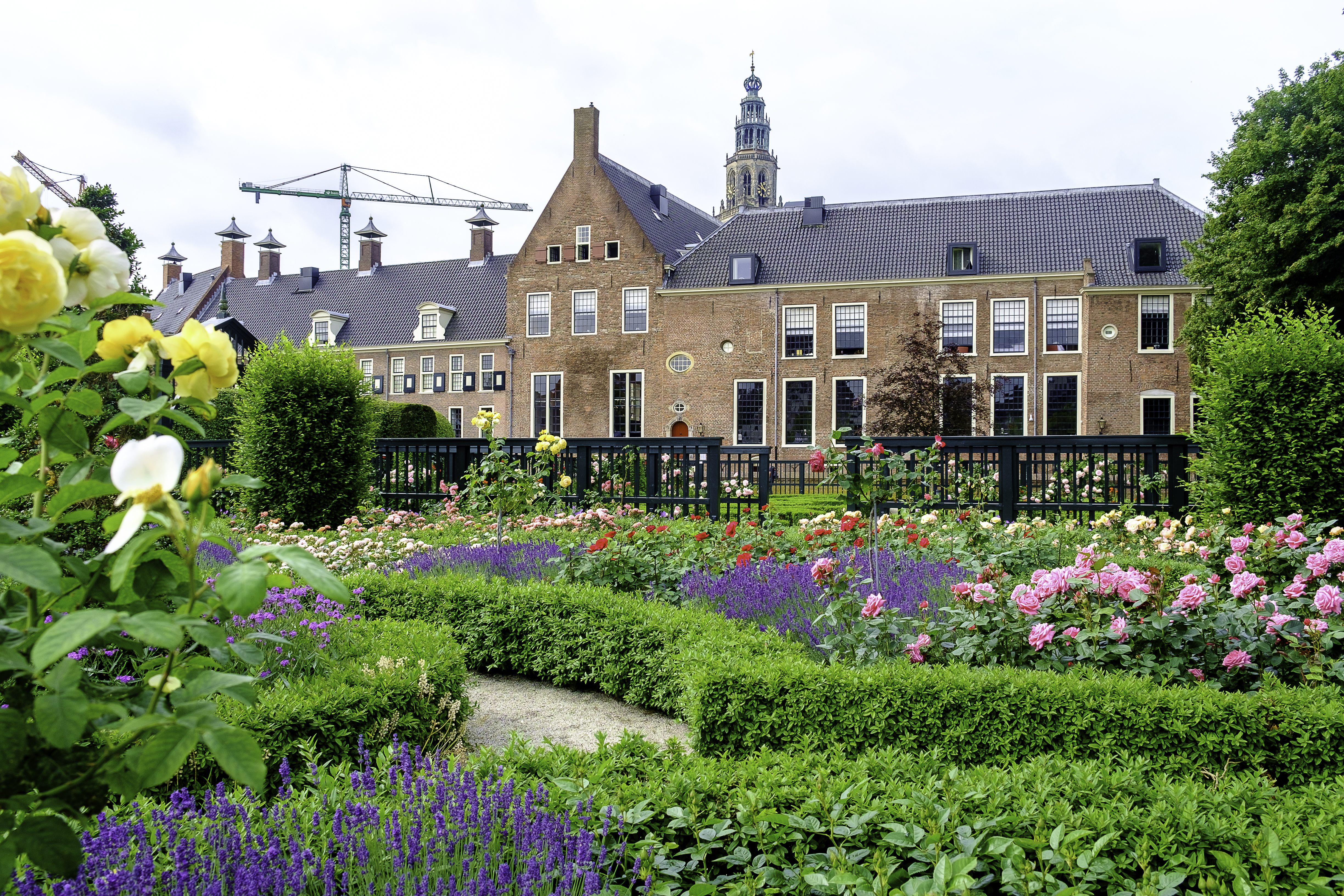
Prinsenhof vanuit de Prinsentuin

Het Prinsenhof is een gebouw aan het Martinikerkhof (nr. 23) in de Nederlandse stad Groningen. Het gebouw bestaat uit een viertal vleugels, waarvan er drie binnen de bijbehorende ommuurde Prinsentuin erachter liggen. Het oudste deel is de voormalige kerk van de Broeders van het Gemene Leven uit 1487. Aan oostzijde van de ingang bevindt zich de met het complex verbonden Gardepoort.

## Geschiedenis

### Broeders van het Gemene Leven
Vanaf de 11e eeuw tot ca. 1215 stond ter plaatse de woning van de villicus, de toenmalige benaming van de vertegenwoordiger van de landsheer, de bisschop van Utrecht. Rond 1400 kwam het zuidelijke deel van het terrein in handen van de Sint-Walburgkerk. Het noordelijke deel werd in 1402 door Henric van Zelewert als 'arve ende hofstede' verkocht aan Reynolt Hughinc, die deze vervolgens overdroeg aan priester Albert Tydeman(s) van de Martinikerk. Blijkbaar droeg deze het vervolgens over aan de zusters van het Olde Convent, die er het 'Maeghede Neie Huus' lieten bouwen. In 1439 droegen de tertiarissen van deze orde dit huis samen met het erf over aan priester Willem Wigboldus, de eerste rector van de Groningse vestiging van de Broeders van het Gemene Leven, die tussen 1432 en 1436 in de stad was opgericht. Ook het deel van de Walburgkerk kwam toen afgezien van de weem in handen van dit gezelschap. Zij vormden het huis om tot een fraterhuis, dat zij wijdden tot het Mattheüshuis (later werd het gewijd aan de heilige Hieronymus). In 1468 kregen zij permissie om er een kapel bouwen en zeven jaar later ook een kerktoren. In 1487 werd de kapel gesloopt en vervangen door een nieuwe kerk. De spitsbogen en wijdingskruisen daarvan zijn nog te zien in het huidige pand. Na een periode van neergang werd de nevenvestiging van de broeders; het (arme) Klerkenhuis aan de Sint-Jansstraat, in 1565 onder toezicht geplaatst.

### Bisschoppelijk hof en Herenhof
In 1569 wist Johannes Knijff, de eerste bisschop van Groningen en Drenthe, een ruil te bewerkstelligen met de broeders: zij vertrokken naar het Wittewierumerhuis (het oude refugium van het Klooster Bloemhof uit Wittewierum) op de kruising van de Schoolstraat met de Popkenstraat en Knijff kreeg hun gebouw aan het Walburgskerkhof. Hij liet er vleugels aanbouwen met steen van het klooster Bloemhof, deelde de kerk op in twee ruimten en vormde het zo om tot het bisschoppelijk hof. Hij overleed echter al in 1576 aan de pest. Stadhouder Rennenberg wilde er niet wonen vanwege angst voor de pest en verbleef liever in de weem ernaast. Na zijn dood trok zijn opvolger Verdugo er wel in. Hij liet het zuidwestelijke deel van de oude kerk weer tot kapel omvormen.

### Prinsenhof
Na de Reductie in 1594 werd het gebouw de verblijfplaats van de stadhouders, de prinsen van Nassau, waardoor het in de volksmond al snel de naam Prinsenhof of Stadhoudershof kreeg. Overigens maakten de stadhouders er niet veel gebruik van daar hun voornaamste residenties zich in Den Haag en Leeuwarden bevonden. In 1622 werd achter het complex de Prinsentuin aangelegd naar ontwerp van Garwer Peters. Tussen 1626 en 1627 werd het complex door stadhouder Ernst Casimier sterk uitgebreid met een nieuwe verdieping op de kerkzaal en een nieuwe vleugel en stadhouder Hendrik Casimir I liet het huis aan oostzijde aankopen om er in 1636 een doorbraak te kunnen maken voor de door hem gewenste en in 1639 gerealiseerde Gardepoort. In 1727 liet Willem IV het gebouw grootschalig verbouwen, waarbij onder andere de vleugel aan rechterzijde van het voorplein werd herbouwd.

### Latere functies
Na verregaande ontmanteling in 1795, waarbij er eerst een militair magazijn en vervolgens een kostschool in gevestigd was, werd het uiteindelijk omgevormd tot het Nationaal Hof en werd er in 1808 een (aanvankelijk Frans) militair hospitaal gevestigd, waar tot 400 patiënten en later zelfs tot 600 patiënten werden verpleegd. Vanaf 1898 werd het gebouw onder de naam Dragonderkazerne deels gebruikt voor de marechaussee en bataljoninfanterie. Nadat het Academiegebouw in 1906 afbrandde, was het laboratorium voor anorganische chemie tot 1912 in een ander deel van het gebouw gevestigd. In 1916 nam de gemeente het gebouw over. Zij verhuurde het voor diverse activiteiten, waaronder tentoonstellingen, muziekuitvoeringen, onderzoek naar gasmaskers en gifgas en een bureau voor de voedselvoorziening, maar deed aanvankelijk niets aan het onderhoud. Uiteindelijk werd het gebouw tussen 1935 en 1940 geleidelijk gerestaureerd. In die tijd had Ploegschilder Johan Dijkstra een atelier in de oude kerk. Vanaf 1945 was de regionale omroep RONO (later RTV Noord) er gevestigd. In die tijd werd tussen 1968 en 1978 een nieuwe ingrijpende restauratie doorgevoerd, waarbij de buitenkant van het gebouw werd teruggebracht naar de uitstraling die het in de 17e en 18e eeuw had en de binnenzijde geschikt werd gemaakt voor het toenmalige gebruik. In 2005 trok RTV Noord uit het pand. Tijdens de daaropvolgende zeven jaar leegstand liet de gemeente onderzoek uitvoeren naar de huisvesting van een hotel in het pand. Het pand werd daarop verbouwd tot het huidige viersterrenhotel dat in 2012 werd geopend.
De poort van de Prinsenhof is van 1642 en werd in 1940 gerestaureerd  ter gelegenheid van het 900-jarig bestaan van Groningen als stad.
Naast het Prinsenhof staat de Gardepoort. De poort verbindt de Turfstraat met het Martinikerkhof. Het gebouw was het onderkomen van de ruiterwacht. In de jaren negentig is op de hoek van de Turfstraat een complex moderne woningen gebouwd. Op deze plaats stond eerder een schoolgebouw. Deze school heette de Prinsenhofschool en was een MULO/MAVO-school.

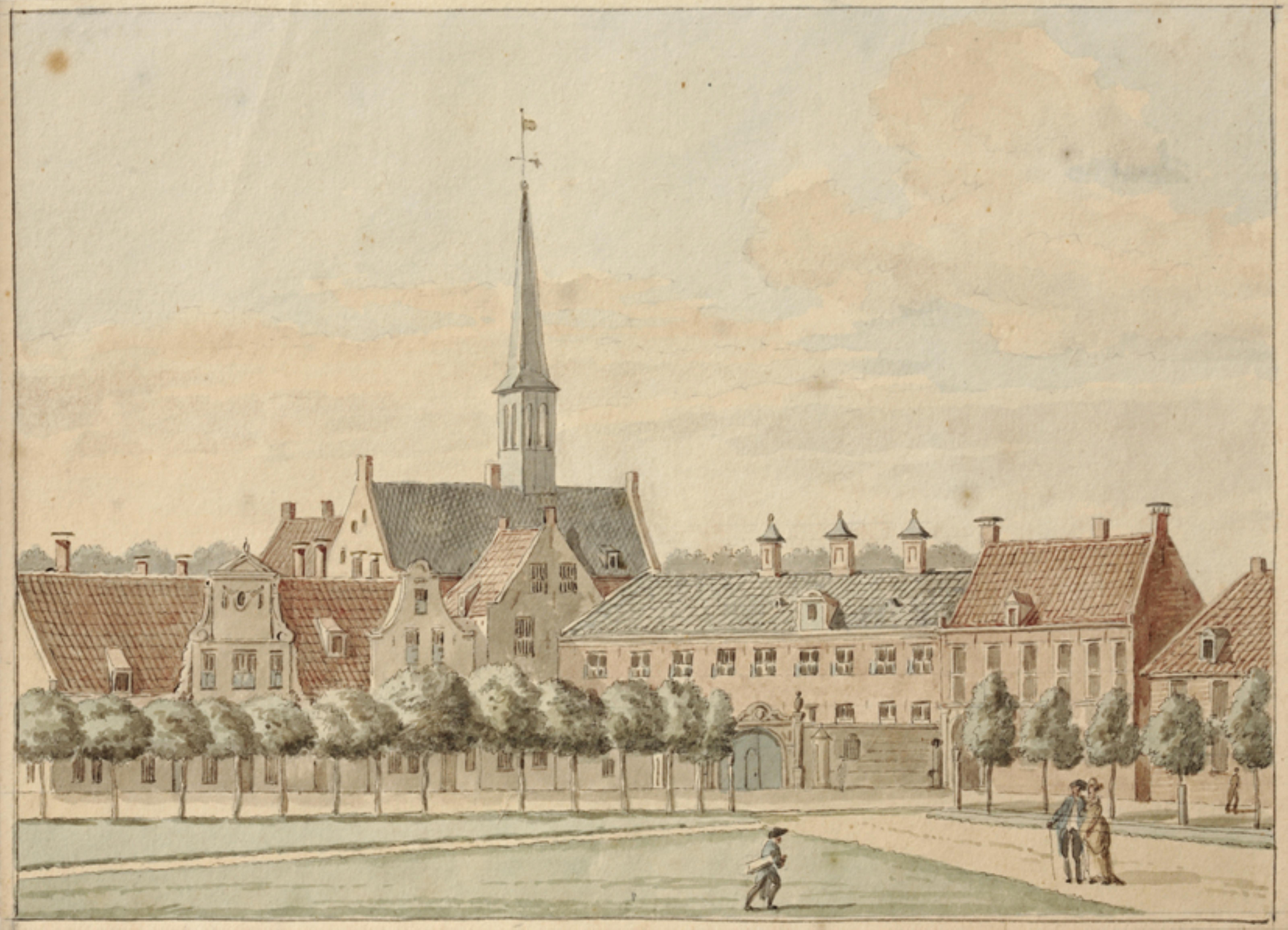
Prinsenhof gezien vanaf het Martinikerkhof (Jan Bulthuis, 1786)
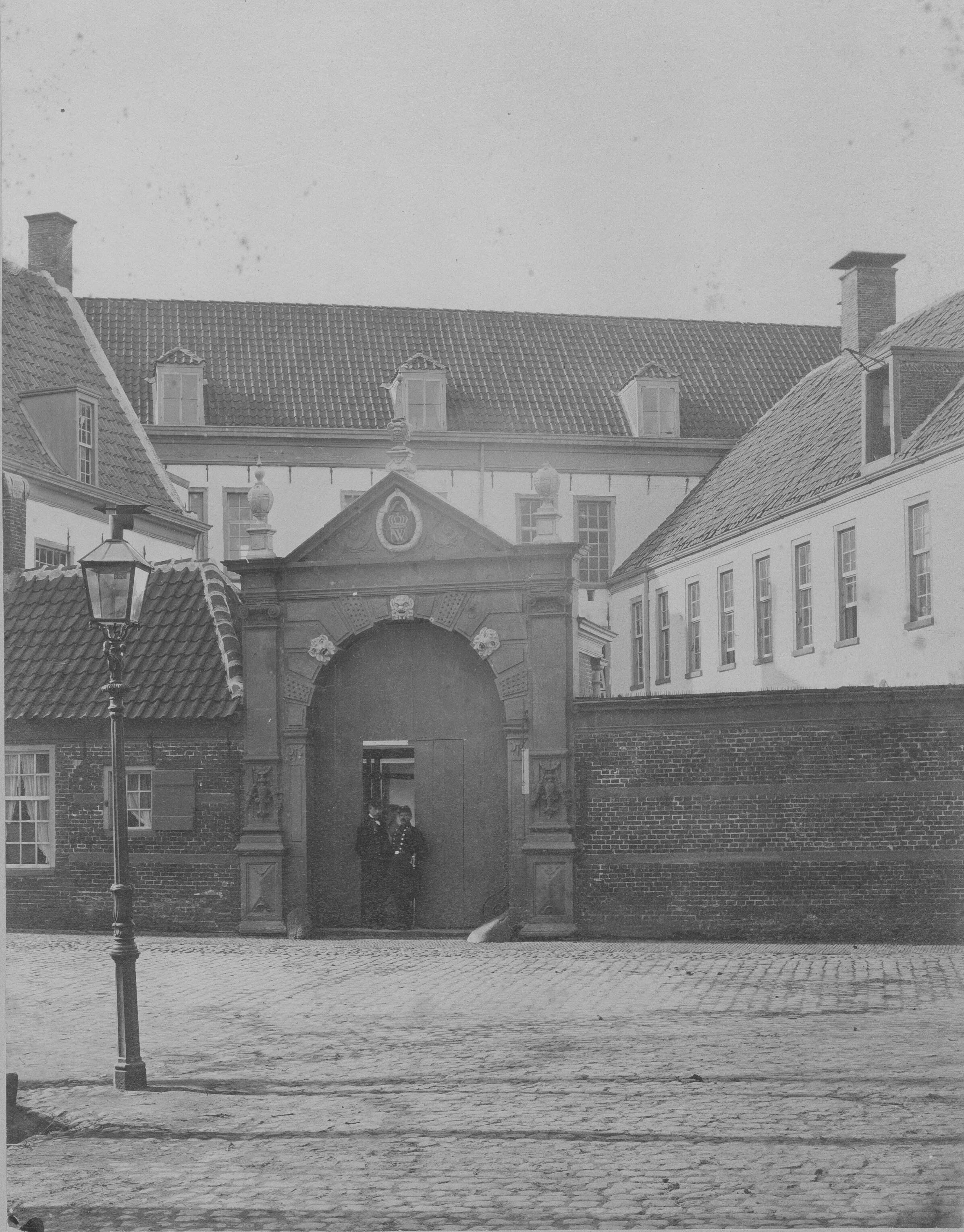
Prinsenhof in gebruik als militair hospitaal (1875)
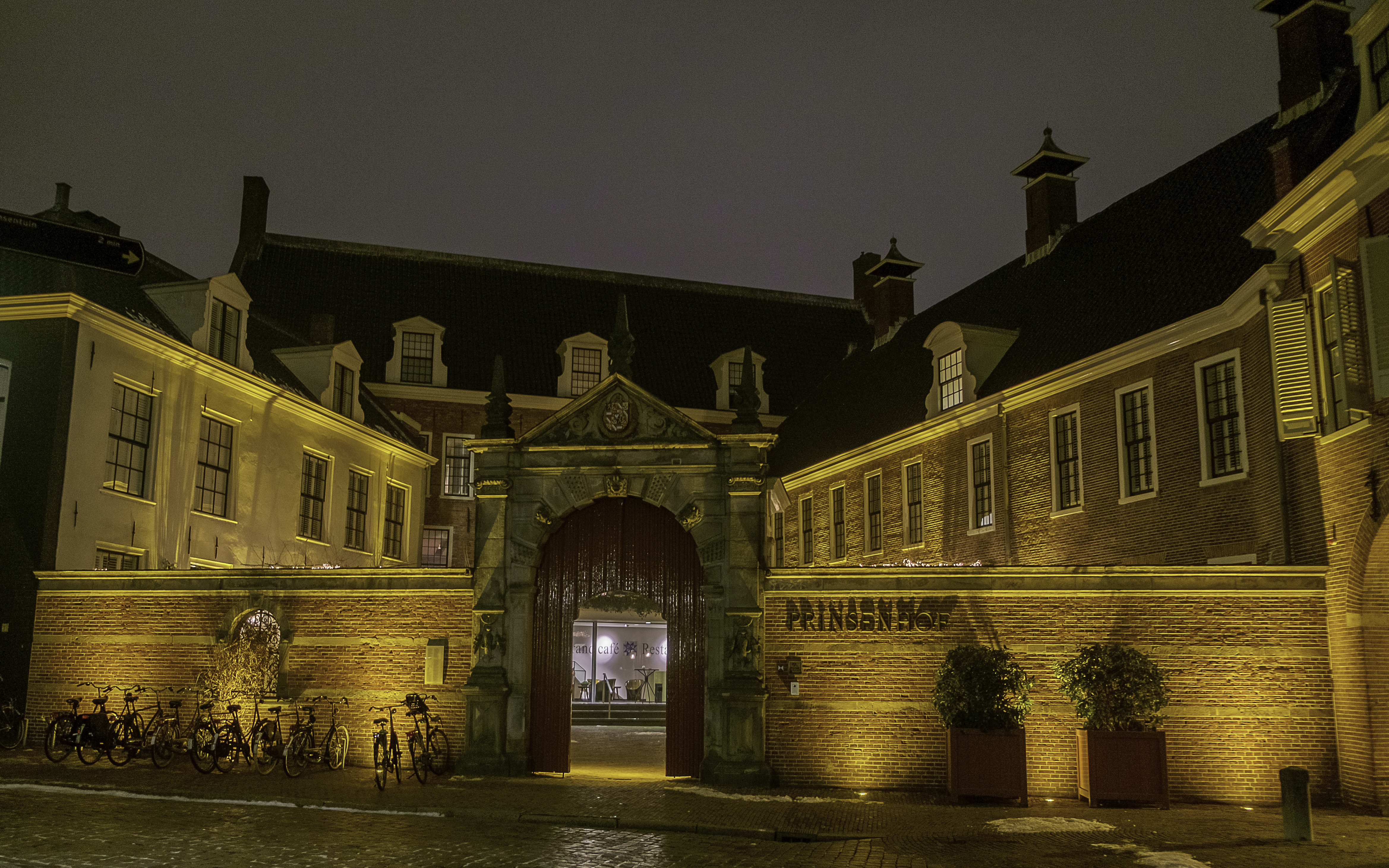
Ingang bij avond
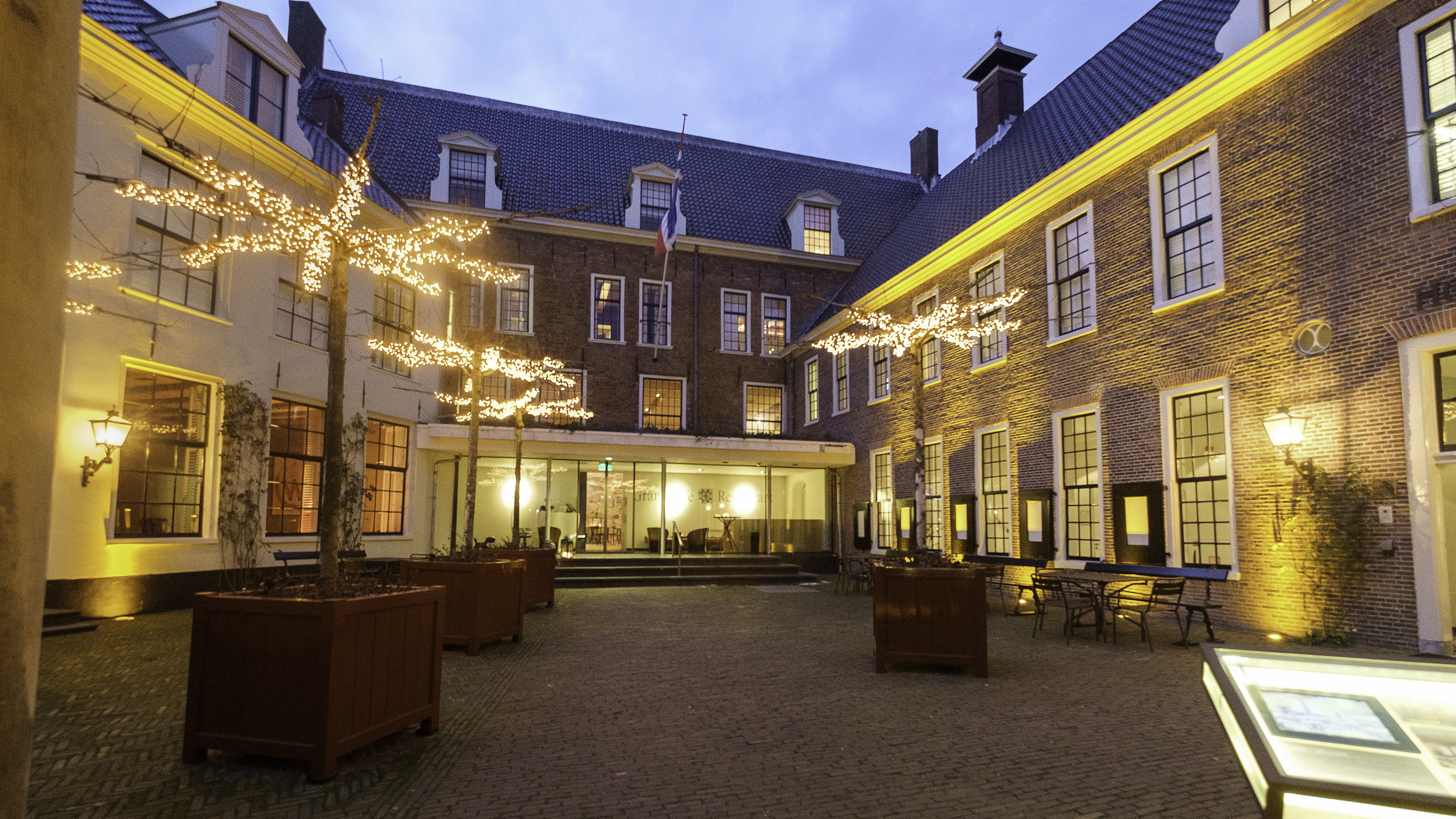
Voorplein
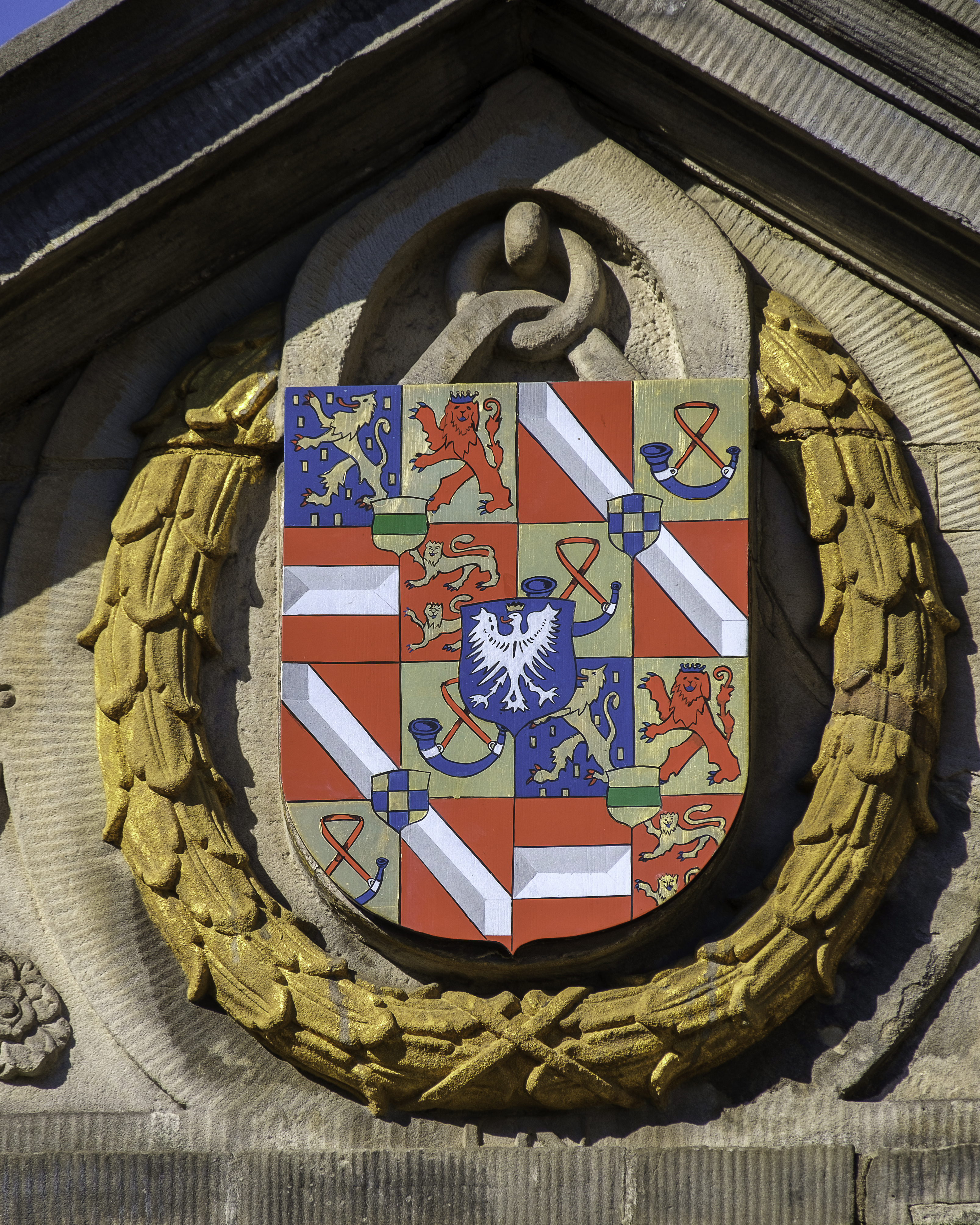
Wapen van Frederik Hendrik van Oranje (vóór 1625) in de topgevel
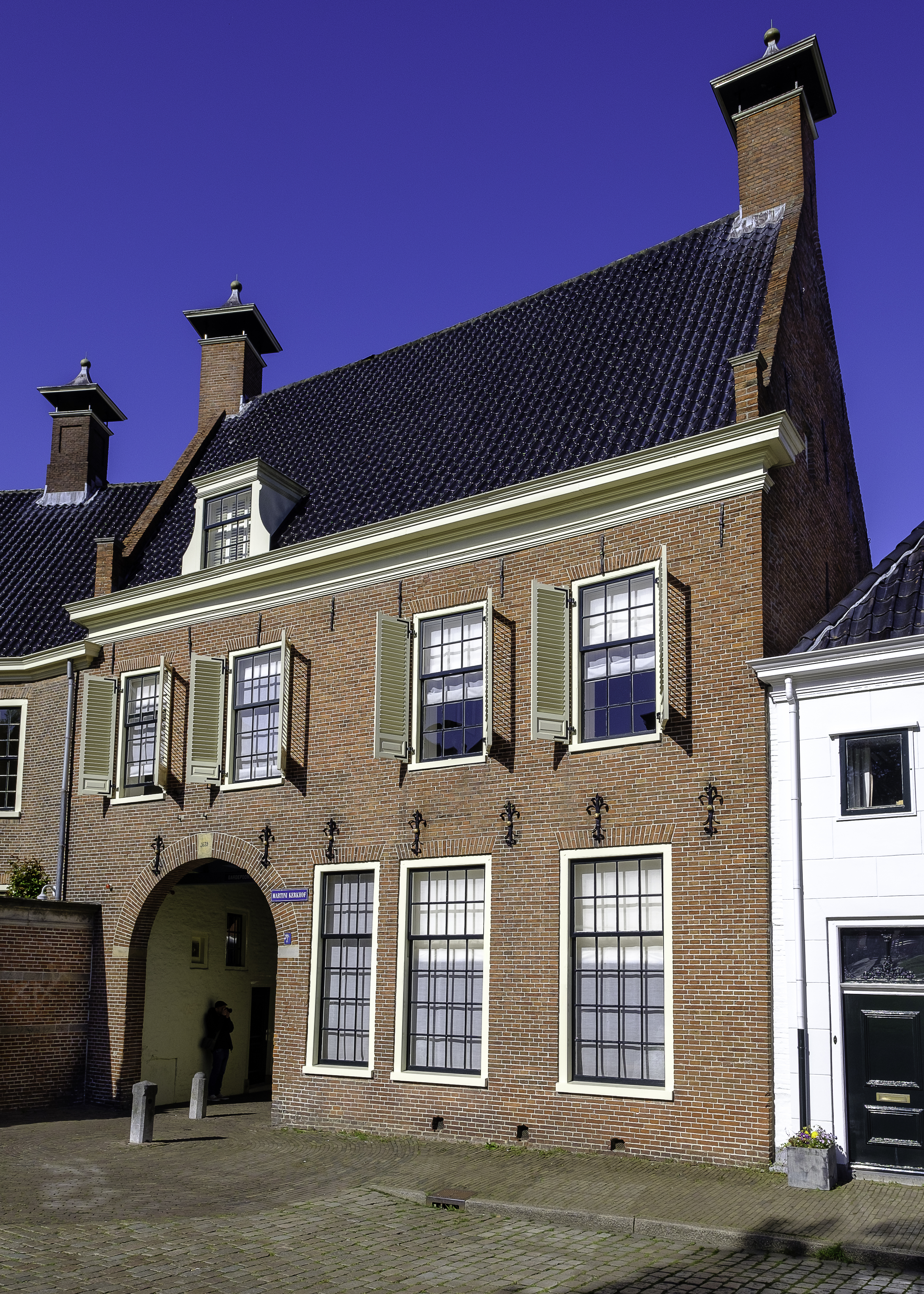
Zijvleugel met de Gardepoort
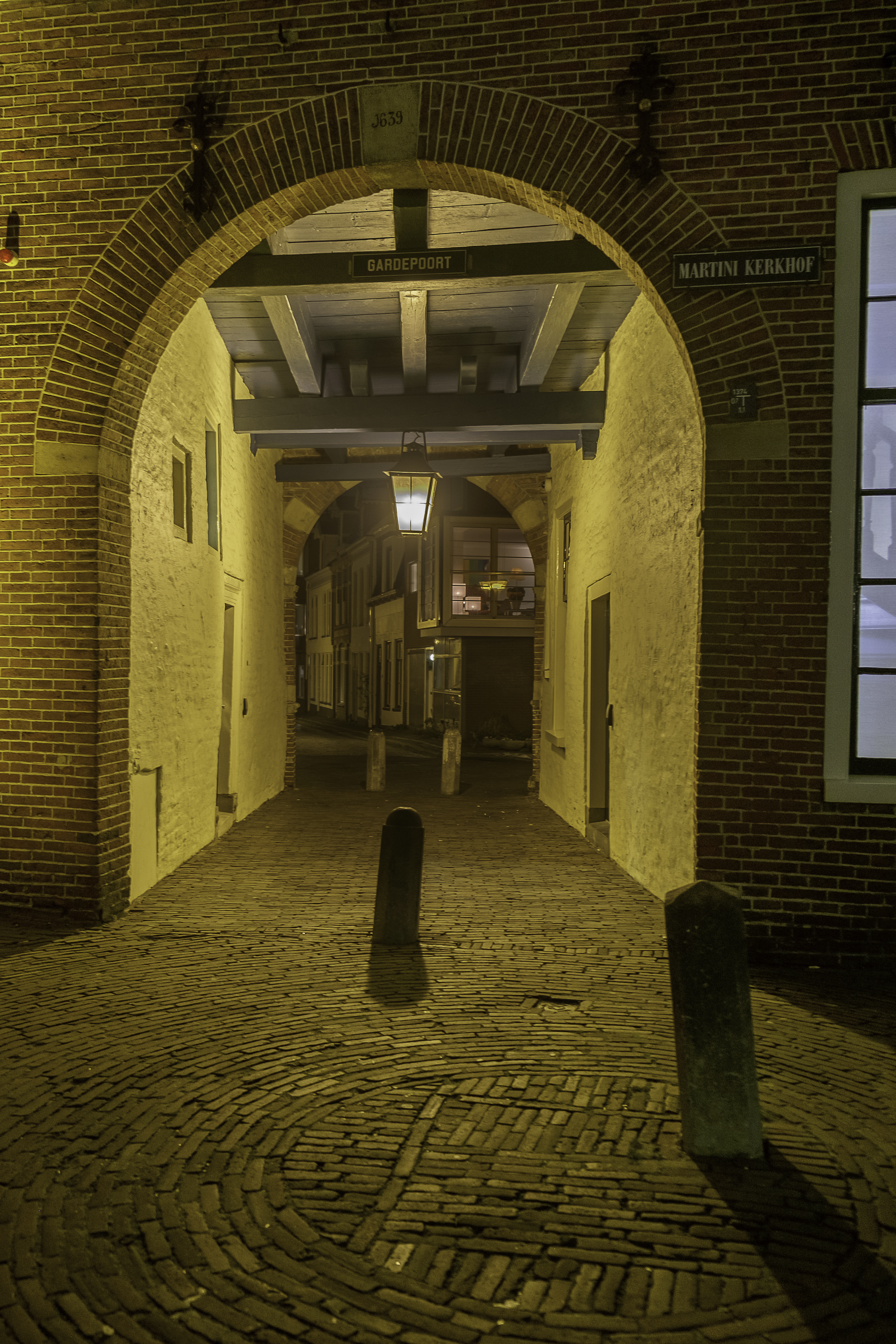
De Gardepoort gezien vanaf het Martinikerkhof